# Aldershot & District Football League
Aldershot & District Football League är en fotbollsliga i England. Den har två divisioner och den högsta, Senior Division, ligger på nivå 12 i det engelska ligasystemet.
Klubbar kan bli uppflyttade till Hampshire Premier Football League.
Ligan kallades från början Aldershot Senior League och den grundades 1894 för militärlag. 1912/13 startades en division för "civila" lag. Efter första världskriget spelade militära, "civila" och arbetarlag i samma division, men med tiden har det blivit att bara "civila" lag spelar i ligan.

## Mästare
| Säsong  | Senior Division      | Division One            | Division Two            | Division Three                        |
| ------- | -------------------- | ----------------------- | ----------------------- | ------------------------------------- |
| 2008/09 | BOSC                 | Bagshot                 | South Farnborough       | Frensham Royal British Legion         |
| 2009/10 | Fleet Spurs Reserves | West Meon & Warnford    | Old Farnboronians       | Frogmore Rangers                      |
| 2010/11 | Headley United       | Alton Athletic          | Frogmore Rangers        | Wrecclesham 'A'                       |
| 2011/12 | Bagshot              | West End Village        | Headley United Reserves | Bordon & Oakhanger Sports Club United |
| 2012/13 | Bagshot              | West Meon & Warnford    | Wrecclesham             | Headley United Academy                |
| 2013/14 | Bagshot              | Wey Valley              | Alton United            | Bagshot Reserves                      |
| 2014/15 | Frimley Select       | Sandhurst Town Reserves | Ropley                  | Yateley United 'B'                    |

| Säsong  | Senior Division    | Division One    | Division Two     |
| ------- | ------------------ | --------------- | ---------------- |
| 2015/16 | Bagshot            | Fleet Spurs 'A' | Bagshot Reserves |
| 2016/17 | Rushmoor Community | Hale Rovers     | Normandy         |